# Aartsbisdom Arles

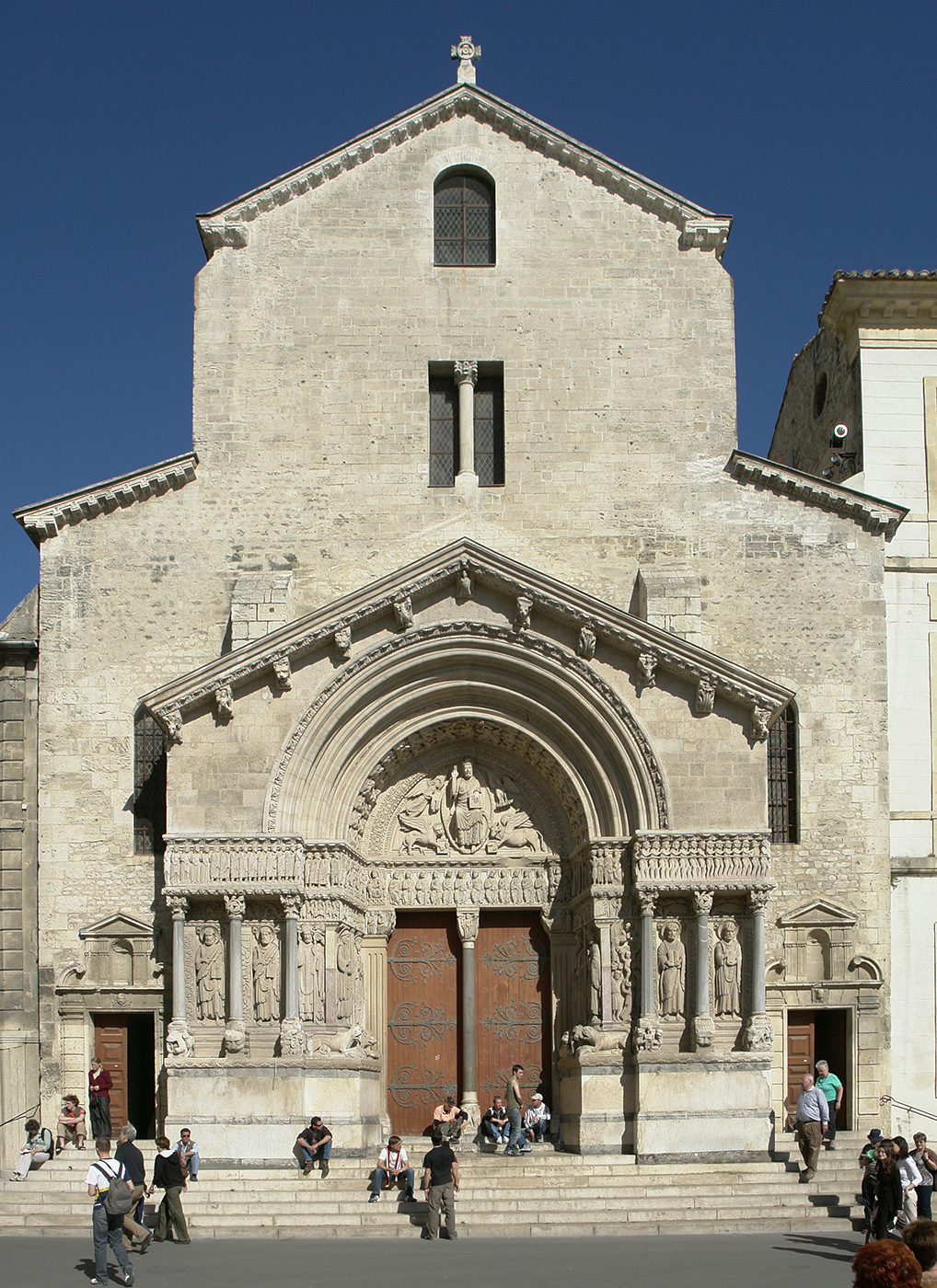
Sint-Trophimekathedraal te Arles

Het aartsbisdom Arles (Latijn: Archdioecesis Arelatensis) was een rooms-katholiek aartsbisdom in het zuiden van Frankrijk. In de derde eeuw was er al een bisdom Arles dat in 417 tot aartsbisdom verheven werd met de bisdommen Marseille, Saint-Paul-Trois-Châteaux, Toulon en Orange. Het aartsbisschoppelijk paleis stond naast de kathedraal Saint-Trophime.
Tijdens het  Concordaat van 1801 werd het aartsbisdom Arles afgeschaft. In 1817 werd er een nieuwe kerkprovincie rond de residentie Arles opgericht, maar na vijf jaar werd het bisdom Arles samen met de bisdommen Aix en Embrun onderdeel van het aartsbisdom Aix, Arles en Embrun.